# Брег-при-Літії
Брег-при-Літії (словен. Breg pri Litiji) — поселення в общині Літія, Осреднєсловенський регіон, Словенія. Висота над рівнем моря: 237,7 м.